# Бенеш-Мраз Be-150 Бета-Јуниор
Бенеш-Мраз Be-150 Бета-Јуниор је био лаки спортски и тренажни авион пројектован и произведен у Чехословачкој у другој половини 1930 -их. Авион произвођача  Бенеш—Мраз, Фабрика авиона из Хоцења првобитно је био намењен за прелазну обуку у војном ваздухопловству, али је заправо коришћен у цивилном ваздухопловству као тренажни, спортски авион .

## Пројектовање и развој
После успеха типа Be-50 Бета-Минор, Павел Бенеш је приступио, на захтев Министарства народне одбране (МНО), конструисању смањене акробатске варијанте авиона са повећаним перформансама. То се догодило на захтев МНО из октобра 1936. који је у својим складиштима имао пет мотора Walter Junior 4-I (1932-4). Желео је да искористи ове неискоришћене моторе и тако стигне до Бе-50 ( Валтер Минор 4 ) захваљујући снажнијем мотору и, након модификације структуре, побољшању динамичких својстава, посебно максималне брзине и перформанси током вертикалних маневара.
Инж. Павел Бенеш је користио модификовани, краћи труп и крило мањег размаха, које је развијено 1936. специјално за авион тип Бе-52 . На овај начин је смањена и носива површина крила. Тандемски кокпит двочлане посаде остао је отворен, а тип је задржао фиксни стајни трап са аеродинамично покривеним главним ногама истог дизајна као Бе-50 Бета-Минор. Након постављања својеврсног покривача преко ђачког пилотског седишта, требало је да се користи у чехословачком ваздухопловству за обуку у инструменталном летењу без спољне видљивости .
Први произведени авион регистрован је тек 13. јуна 1938. године (OK-IPV), а истовремено су регистровани и произведени авиони број 2 и 3 (OK-MOS и OK-SLI). Пет дана касније, авион производи број 5 (OK-AZU) је уписана у регистар ваздухопловства. Први регистрован авион је производни број 4 OK-HAL, што се догодило 12. маја 1938.
Развој овог авиона је настављен са типом Бенеш-Мраз Be-250 Бета-Мајор, који је у суштини био идентичних димензија, али је користио још снажнији мотор из Walterove game, Walter Majpr 4 од 120 KS (88,3 kW). 2100 o/min.

## Технички опис
Био је то нискокрилни самоносећи конвенционални моноплан за полетање и слетање ( CTOL ) са фиксним стајним трапом са ногавицама за „панталоне” и задњим мамзом. Дрвени оквир трупа био је обложен шперплочом, а покретни део репних површина платном .
Авион двосед са отвореним кокпитима у тандемском распореду, опремљен је погонском јединицом која се састоји од мотора Walter Junior 4-I и двокраке  дрвене елисе фиксног корака. Поклопци мотора су направљени од легуре алуминијума . Резервоари за гориво су имали запремину горива од 135 l  (мин. 68 октански авионски бензин ).

## Оперативно коришћење
Прототип, којим је пилотирао фабрички пилот Јозеф Коукал, је први пут полетео 5. јануара 1937, али тип није у потпуности испуњавао услове МНО, као што је утврђено током летних тестова на ВТЛУ. Коментари су се углавном тицали уградње мотора и дизајнастајног трапа. Произведене, серијске летелице је на крају узело Министарство јавних радова (МВП)  за потребе аеро клубова .
Произведено је и летело укупно 5 авиона овог типа са регистрацијама OK-AZU, -HAL, -IPV, -MOS и -SLI.. Сви авиони (производни бр. 1-5) летели су у Аероклубу Републике Чехословачке (АРЧс Праг, Моравски аероклуб Брно, Словачки аероклуб Братислава, Западночешки аероклуб Храдец Кралове и Западночешки аероклуб Пилсен).
Три машине су учествовале у последњој ваздушној трци држава Мале Антанте на прелазу августа и септембра 1938. године, где су заузеле треће (OK-SLI, Јулиус Лукашович-Хуго Хофер), пето (OK-MOS, Франтишек Котиба- Густав Паризек) и шесто место (OK-AZU, Милослав Петр-Јири Јаноур). У овој 1. години трке туристичких авиона на релацији Праг – Злин – Букурешт – Београд – Арад – Праг учествовало је 5 типова авиона фабрике Бенеш-Мраз. Осим Be-150, то су били Be-50, Be-51, Be-550 и нова машина Be-555 (све са Walter моторима). На овом такмичењу учествовао је укупно 21 тип авиона од којих је 9 било опремљено са 5 типова Валтер мотора ( NZR 120, Junior, Mikron II, Minor 4 и Major 4 ).
Током мобилизације у септембру 1938. године, авионе је преузело чехословачко ваздухопловство и служили су у курирским ескадрилама. Авиони нису били наоружани. У новембру 1938. један авион је био у саставу 6. авијационог пука, а преостала четири су била ускладиштена. После 15. марта 1939. Луфтвафе је преузео 3 авиона и користио их за обуку. Један од њих је летео са регистрацијом GA-AE.
После почетка Другог светског рата у Словачкој су деловала два ова авиона . Био је то оригинални OK-IPV преименован у OK-TPV за фирму Мраз из Нитра и OK-SLI који је користило војно ваздухопловство . Луфтвафе је преузео три авиона, са једном летећом регистрацијом GA-AE.

## Корисници
- Чехословачка
- Нацистичка Немачка
- Словачка